# Hansa Czypionka
Hansa Czypionka (* 1. März 1958 in Sandhorst) ist ein deutscher Schauspieler.

## Leben
Czypionka wuchs in Bochum auf. 1977, nach bestandenem Abitur am Gymnasium am Ostring, begann er zunächst eine Ausbildung zum Steinmetz und Bildhauer. Bereits als Schauspieler erfolgreich, machte er in diesem Beruf 1991 den Abschluss als Meister.
Er absolvierte sein Schauspielstudium von 1980 bis 1984 an der Folkwang Universität der Künste – Essen/Bochum.
Als Schauspieler spielte er unter Claus Peymann und am Burgtheater in Wien. 1990 spielte er in Dominik Grafs Spieler. 1991 besetzte Dorris Dörrie die Hauptrolle ihres Films Happy Birthday, Türke! mit Czypionka, der für seine Darstellung den Bayerischen Filmpreis als bester Nachwuchsdarsteller erhielt. 1996 spielte er die Rolle des Tom in Jenseits der Stille von Caroline Link. Er tritt regelmäßig vor allem in Fernsehproduktionen auf.

## Filmografie

### Filme
- 1990: Mauritius-Los (Fernsehfilm)
- 1990: Spieler
- 1991: Tatort: Kinderlieb (Fernsehreihe)
- 1991: Happy Birthday, Türke!
- 1993: Kaspar Hauser
- 1994: Kidnapped
- 1994: Das gläserne Haus (Fernsehfilm)
- 1994: Die Sieger
- 1995: Ärztin in Angst (Fernsehfilm)
- 1995: Das ist Dein Ende (Fernsehfilm)
- 1995: Alles außer Mord: Wahnsinn mit Methode (Fernsehreihe)
- 1995: Rosa Roth – Lügen (Fernsehreihe)
- 1995: Tatort: Blutiger Asphalt
- 1995: Der Leihmann
- 1996: Schuldig auf Verdacht (Fernsehfilm)
- 1996: Bei Aufschlag Mord (Fernsehfilm)
- 1996: Jenseits der Stille
- 1997: Tatort: Gefährliche Übertragung
- 1997: Still Movin’
- 1997: Tatort: Inflagranti
- 1998: Rache für mein totes Kind (Fernsehfilm)
- 1998: Eine ungehorsame Frau (Fernsehfilm)
- 1998: Tatort: Engelchen flieg
- 1999: Schande (Fernsehfilm)
- 1999: Ein Mann für gewisse Sekunden (Fernsehfilm)
- 1999: Das Tal der Schatten
- 2000: Frauen lügen besser (Fernsehfilm)
- 2000: Wenn man sich traut (Fernsehfilm)
- 2000: Liebst du mich (Fernsehfilm)
- 2000: Ein Geschenk der Liebe (Fernsehfilm)
- 2001: Stan Becker – Ohne Wenn und Aber (Fernsehfilm)
- 2001: Riekes Liebe (Fernsehfilm)
- 2001: Natalie – Das Leben nach dem Babystrich (Fernsehfilm)
- 2001: Die Erpressung – Ein teuflischer Pakt (Fernsehfilm)
- 2001: Polizeiruf 110: Bis unter die Haut (Fernsehreihe)
- 2002: Du bist mein Kind (Fernsehfilm)
- 2002: Die Explosion – U-Bahn-Ticket in den Tod (Fernsehfilm)
- 2002: Bobby (Fernsehfilm)
- 2002: Herzen in Fesseln (Fernsehfilm)
- 2002: Die Verbrechen des Professor Capellari: Eine ehrenwerte Gesellschaft (Fernsehreihe)
- 2003: Gelübde des Herzens (Fernsehfilm)
- 2003: Jagd auf den Flammenmann (Fernsehfilm)
- 2003: Verrückt ist auch normal (Fernsehfilm)
- 2003: Polizeiruf 110: Abseitsfalle
- 2003: Männer häppchenweise (Fernsehfilm)
- 2003: Utta Danella: Die andere Eva (Fernsehreihe)
- 2004: Die Farben der Liebe (Fernsehfilm)
- 2004: Doppelter Einsatz: Die Wahrheit stirbt zuletzt (Fernsehreihe)
- 2005: Das Duo: Blutiges Geld (Fernsehreihe)
- 2005: Erinnere dich, wenn du kannst! (Fernsehfilm)
- 2005: Das geheime Leben meiner Freundin (Fernsehfilm)
- 2006: Lulu (Fernsehfilm)
- 2006: Rabenbrüder
- 2006: Rauchzeichen
- 2006: Donna Leon – Das Gesetz der Lagune (Fernsehreihe)
- 2006: Tatort: Schlaflos in Weimar
- 2007: Noch einmal zwanzig sein (Fernsehfilm)
- 2007: Das Sichtbare und das Unsichtbare
- 2007: Zeit zu leben (Fernsehfilm)
- 2007: Tatort: Ruhe sanft!
- 2008: Helden aus der Nachbarschaft
- 2008: Im Winter ein Jahr
- 2009: Ein starkes Team: Geschlechterkrieg (Fernsehreihe)
- 2009: So glücklich war ich noch nie
- 2009: Tatort: Das Gespenst
- 2010: Emilie Richards – Für immer Neuseeland (Fernsehfilm)
- 2010: London, Liebe, Taubenschlag – Part Two (Fernsehfilm)
- 2010: Aber jetzt erst recht (Fernsehfilm)
- 2011: Schicksalsjahre (Fernseh-Mehrteiler)
- 2011: Vorzimmer zur Hölle! – Streng geheim! (Fernsehfilm)
- 2011: Ich habe es dir nie erzählt (Fernsehfilm)
- 2011: Polizeiruf 110: Zwei Brüder
- 2012: Tatort: Nachtkrapp
- 2013: Die Spionin
- 2013: Eine verhängnisvolle Nacht
- 2013: Stubbe – Von Fall zu Fall: Blutsbrüder (Fernsehreihe)
- 2016: Der mit dem Schlag (Fernsehfilm)
- 2018: Aenne Burda – Die Wirtschaftswunderfrau (Fernsehfilm)
- 2020: Tatort: Monster
- 2021: Ein Sommer in Istrien (Fernsehreihe)
- 2022: Kreuzfahrt ins Glück: Hochzeitsreise nach Kreta (Fernsehreihe)

### Fernsehserien
- 1983: Rote Erde (4 Folgen)
- 1990–2013: Ein Fall für zwei (verschiedene Rollen, 7 Folgen)
- 1991, 1993: Kommissar Klefisch (verschiedene Rollen, 2 Folgen)
- 1991: Eurocops (Staffel 4, Folge 4)
- 1992–2005: Wolffs Revier (verschiedene Rollen, 4 Folgen)
- 1993: Cluedo – Das Mörderspiel (Staffel 1, Folge 3)
- 1993: Hecht & Haie (Staffel 1, Folge 12)
- 1996: Wildbach (Staffel 3, Folge 1)
- 1997–2014: Der Alte  (verschiedene Rollen, 8 Folgen)
- 1998: Ein Mord für Quandt (Staffel 2, Folge 2)
- 1998: Ärzte (Staffel 6, Folge 3)
- 1999–2006: Der letzte Zeuge (verschiedene Rollen, 2 Folgen)
- 1999–2008: Siska (verschiedene Rollen, 4 Folgen)
- 2001: Der Ermittler (Staffel 1, Folge 2)
- 2001, 2016: Küstenwache (verschiedene Rollen, 2 Folgen)
- 2002: Im Visier der Zielfahnder (Staffel 1, Folge 8)
- 2002, 2019: Alarm für Cobra 11 – Die Autobahnpolizei (verschiedene Rollen, 2 Folgen)
- 2003: Nicht ohne meinen Anwalt (Staffel 1, Folge 1)
- 2004: Die Kommissarin (Staffel 5, Folge 1)
- 2004: Der Elefant – Mord verjährt nie (Staffel 1, Folge 8)
- 2005: Unser Charly (Staffel 10, Folge 4)
- 2005: Ein Engel für alle (5 Folgen)
- 2006: Die Rosenheim-Cops (Staffel 5, Folge 21)
- 2006: Familie Dr. Kleist (Staffel 2, Folge 13)
- 2006: Kommissar Stolberg (Staffel 1, Folge 2)
- 2006: Der Kriminalist (Staffel 1, Folge 2)
- 2007, 2012: SOKO Wismar (verschiedene Rollen, 2 Folgen)
- 2007–2008: R.I.S. – Die Sprache der Toten (25 Folgen)
- 2008: Im Namen des Gesetzes (Staffel 11, Folge 13)
- 2008: Die Stein (3 Folgen)
- 2009: Der Bergdoktor (Staffel 2, Folge 9)
- 2009: SOKO Kitzbühel (Staffel 8, Folge 10)
- 2009: Lasko – Die Faust Gottes (Staffel 1, Folge 1)
- 2009: Der Dicke (2 Folgen)
- 2009: Geld.Macht.Liebe (4 Folgen)
- 2010, 2021: SOKO Stuttgart (Staffel 1, 12, Folge 14, 19)
- 2010: Siebenstein (Staffel 1, Folge 258)
- 2011: Der Landarzt (Staffel 19, Folge 17)
- 2011: Flemming (Staffel 2, Folge 5)
- 2012: Der letzte Bulle (1 Folge)
- 2013–2015: Um Himmels Willen (4 Folgen)
- 2014: Letzte Spur Berlin (1 Folge)
- 2014: Heldt (Staffel 2, Folge 4 Die Abrechnung)
- 2014: Herzensbrecher – Vater von vier Söhnen (Staffel 2, Folge 7 Versteckte Wahrheiten)
- 2015–2016: Matterns Revier (8 Folgen)
- 2016: Die Chefin (Staffel 6, Folge 31 Familie)
- 2017: Morden im Norden (Staffel 4, Folge 14 Reine Geldgier)
- 2017: In aller Freundschaft – Die jungen Ärzte (Staffel 3, Folge 12 Zuhören)
- 2019: Notruf Hafenkante (Staffel 14, Folge 10 Zeit ist Geld)
- 2020: Tonio & Julia (Folge 7 Nesthocker)
- 2020: WaPo Bodensee (Staffel 4, Folge 6 Konstanzer Kwitte)
- 2021: SOKO Köln (Staffel 20, Folge 1: Enno war's)
- 2022: In aller Freundschaft (Staffel 25, Folge 34: Ausnahmezustände)

## Hörspiele
- 2003: Jen Sacks: Nice – Regie: Irene Schuck (Kriminalhörspiel – DLR Berlin)